# Маријана Лубеј
Маријана Лубеј (Цеље, 21. јун 1945), бивша југословенска и словеначка атлетичарка, која се већином такмичила у спринтерским дисциплинама.
Маријана Лубеј је била чланица Атлетскога друштва Кладивар Цетис Цеље. Као репрезентативка Југославије је учествовала на Олимпијским играма 1968 у Мексику. Такмичила се у четири дисциплине: у петобоју је освојила 12 место и тркама на 100 метара где је дошла до полуфинала, а на 200 метара и 80 метара са препонама четврфинала. На балканским играма је освојила шест златних и две бронзане медаље.
Била је југословенска и словеначка рекордерка на 60 м, 100 м, 200 м, 400 м и 100 м с препонама.
Године 1968. изабрана је за прву најбољу словеначку спортисткињу године.